# ルシュカ関節
ルシュカ関節（英：Luschka joint）は、頸椎にある関節である。鉤状椎体関節（英：uncovertebral joint）とも呼ばれる。第3～7頚椎では椎体の上縁側面に鈎状突起と呼ばれる突出部がみられる。この鈎状突起が上位椎体との間に形成する半関節である。1858年にドイツの解剖学者フーベルト・フォン・ルシュカ（独：Hubert von Luschka）により報告された。
ルシュカ関節は主に首は側屈（首をかしげる動き）を制限をしている。ルシュカ関節は椎間の回旋や側屈の安定性にも寄与している。

## 臨床的意義
ルシュカ関節は臨床的に重要である。ルシュカ関節の加齢などによる身体変化（退行性変化）により神経根が圧迫され、神経痛の原因となる。